# Festival Formoz
Le festival Formoz (chinois : 野台開唱 ; pinyin : Yětái Kāichàng) est un festival de musique organisé à Taïwan. 

## Histoire
Commencé en 1995 avec seulement dix groupes participants, le festival Formoz joue un rôle important dans le développement de la musique indépendante taïwanaise et devient un événement de trois jours, attirant des fans de musique du Japon, de Corée du Sud, de Singapour, de Hong Kong. Il est organisé par la Taiwan Rock Alliance, dirigée par Freddy Lim,. Cette année-là, le collectif de Lim débourse une grosse somme d'argent pour faire venir Megadeth, Biohazard et Yo La Tengo, et l'édition 2001 du festival devient le plus grand festival international de musique jamais organisé à Taïwan.
Avant 2005, il était assez facile pour les spectateurs d'entrer gratuitement. Cette année-là, TRA augmente le prix des billets et rend la procédure d'entrée plus stricte, dans l'espoir de rentrer dans ses frais. La tête d'affiche du festival Formoz 2005 est Moby et Lisa Loeb,.